# محمد الكحص
محمد الكحص (مواليد 30 سبتمبر 1963، تازة) صحفي وسياسي مغربي، ينتمي إلى حزب الاتحاد الاشتراكي للقوات الشعبية. شغل منصب كاتب الدولة لدى وزير التربية الوطنية والشباب مكلف بالشباب في حكومة أدريس جطو الأولى (2002-2007). بين عامي 1993 و2005، كان رئيس تحرير جريدة المُحرّر التابعة لحزب الاتحاد الاشتراكي للقوات الشعبية.

## أهم إنجازاته:
القراءة للجميع.
العطلة للجميع.
الجامعات الشعبية.
منتدى الشباب
مسرح الشباب.